# V372 Водолея
V372 Водолея (лат. V372 Aquarii) — одиночная переменная звезда в созвездии Водолея на расстоянии приблизительно 8787 световых лет (около 2694 парсеков) от Солнца. Видимая звёздная величина звезды — от +13m до +12,5m.

## Характеристики
V372 Водолея — белая пульсирующая переменная звезда типа RR Лиры (RRC) спектрального класса F-A. Радиус — около 4,01 солнечных, светимость — около 45,256 солнечных. Эффективная температура — около 7473 К.